# Мстислав Изяславич (князь новгородский)
Мстисла́в Изясла́вич (ум. 1069) — князь новгородский (1054—1067), Полоцкий (1069), сын Изяслава Ярославича.

## Биография

### Правление
В 1054 году, после кончины Ярослава Мудрого, новгородский князь Изяслав стал великим князем киевским, а в Новгороде оставил князем своего сына Мстислава.

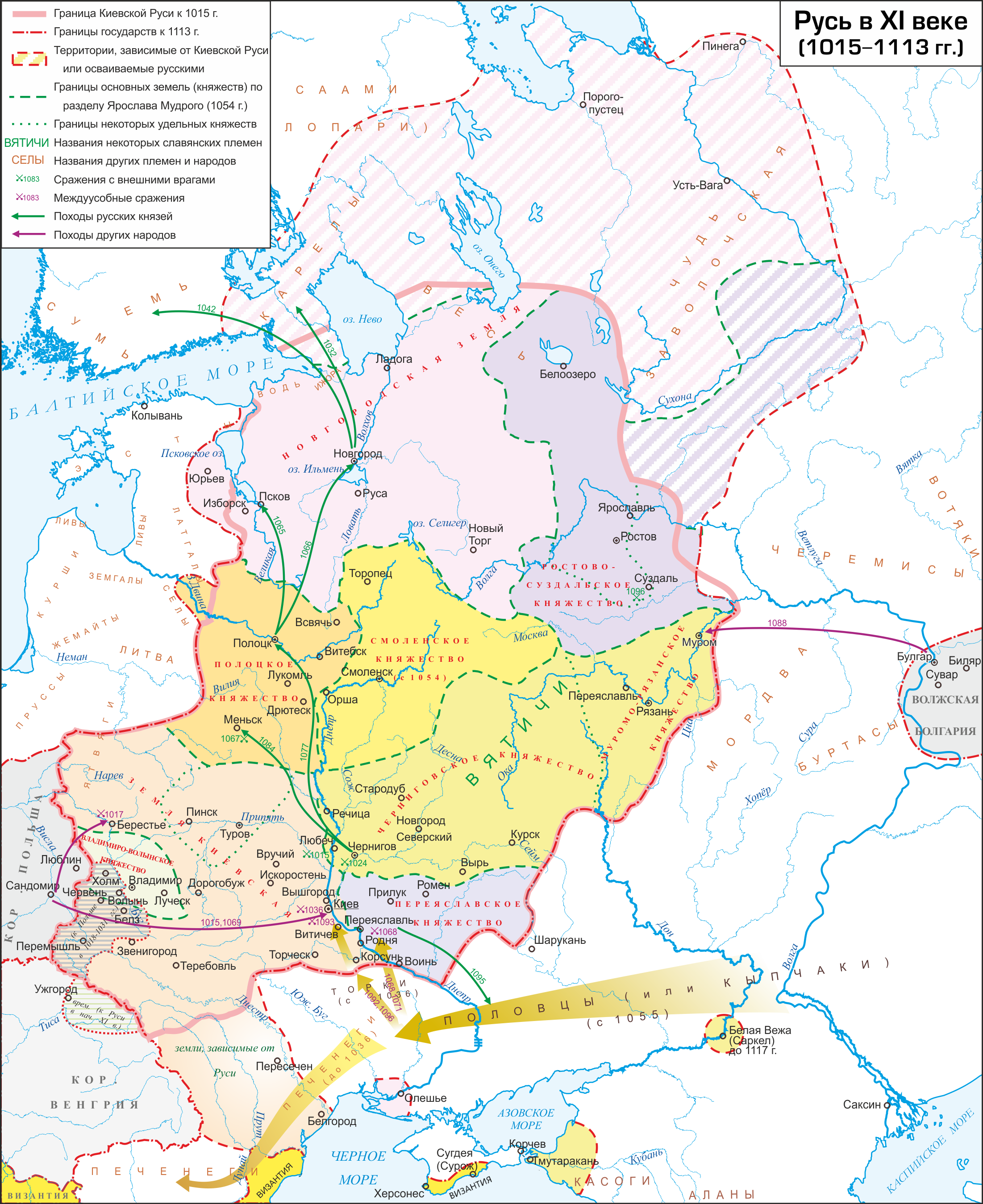
XI век

Полоцкий князь Всеслав Брячиславич, по прозвищу Чародей, в 1065 году совершил набег на Псков, который продержал в осаде, но не взял, а в 1067 году на берегу реки Черехи он разбил войско князя Мстислава Изяславича и занял Новгород. Новгород наполовину был сожжён. Всеслав захватил пленных и снял с новгородского Софийского собора колокола, прихватив к себе в княжество иконы и утварь новгородских церквей. После этого Мстислав бежал в Киев к отцу.
Известно также, что его отец Изяслав, вернувшись из Польши в 1069 году, послал Мстислава впереди себя в Киев, где Мстислав учинил расправу над зачинщиками восстания, причём виновников изгнания его отца Изяслава Ярославича перебил либо ослепил.

### Брак и дети
Имя жены Мстислава неизвестно. У него был по крайней мере один сын:
- Ростислав (ум. 1 октября 1093), князь брестский